# Steinach (Neckar, Neckarsteinach)
Die Steinach ist ein etwa 22 km langer Fluss in Südhessen und im nördlichen Baden-Württemberg, der südwärts durch den Odenwald fließt und bei Neckarsteinach von rechts in den Neckar mündet.

## Geographie

### Verlauf
Die Steinach entspringt im südöstlichen Teil des hessischen Landkreises Bergstraße wenige hundert Meter nördlich von Ober-Abtsteinach im Bereich einer unbewaldeten kleinen Hochebene. Sie fließt in fast immer südlicher Richtung.
In einem sehr flachen und weiten Tal passiert sie zunächst Ober-, dann Unter-Abtsteinach, bis sich nach etwa viereinhalb Kilometern Flusslänge das Tal stärker eintieft und Waldhänge an den Fluss heranrücken.
Sie tritt nach Baden-Württemberg in den Rhein-Neckar-Kreis über, erreicht nach etwa 10 km den Ort Heiligkreuzsteinach und nimmt dort von links den Eiterbach auf. Sie zieht in tiefem, weitem und offenem Tal weiter bis zum langgezogenen Schönauer Stadtteil Altneudorf noch am Mittellauf; am Ortseingang mündet dort von rechts der von Wilhelmsfeld her kommende Hilsbach. Nach etwas über 16 km durchquert sie Schönau, wo ihr in einer Talspinne von rechts der Schafbach und von links der Greiner Bach Wasser zuführen.
Die Steinach passiert nach über 18 km den Schönauer Stadtteil Lindenbach, wendet sich dann für das kurze Reststück ihres Laufs in wieder schmalerer Aue, die inzwischen von den beiderseitigen Höhen um über 250 m überragt wird, abrupt nach Osten und damit zurück nach Hessen in den Landkreis Bergstraße. In ihrem Mündungsort Neckarsteinach fließt sie schließlich nach 22,2 km fast gegenläufig in den Neckar.

### Einzugsgebiet
Das hydrologische Einzugsgebiet umfasst fast 70 km²; es grenzt im Norden an das der Weschnitz, im Osten an das des Laxbaches, im Süden an das des aufnehmenden Neckars und kleinerer Zuflüsse von ihm, im Westen an das des Kanzelbaches und schließlich wieder das der Weschnitz.
Am Tal haben Anteil die Gemeinden Abtsteinach (Hessen), Heiligkreuzsteinach, Schönau (beide Baden-Württemberg) sowie Neckarsteinach (wieder Hessen).

### Zuflüsse und Stillgewässer
Liste der Zuflüsse und  Seen von der Quelle zur Mündung. Gewässerlänge, Seefläche und Einzugsgebiet und Höhe in der Regel nach den entsprechenden Layern auf der Onlinekarte der LUBW. Andere Quellen für die Angaben sind vermerkt.
Quelle der Steinach auf etwa 490 m ü. NHN etwa 200 Meter nördlich des Ober-Abtsteinacher Friedhofes am Nordrand des Dorfes. Die Steinach fließt zuallererst südöstlich.

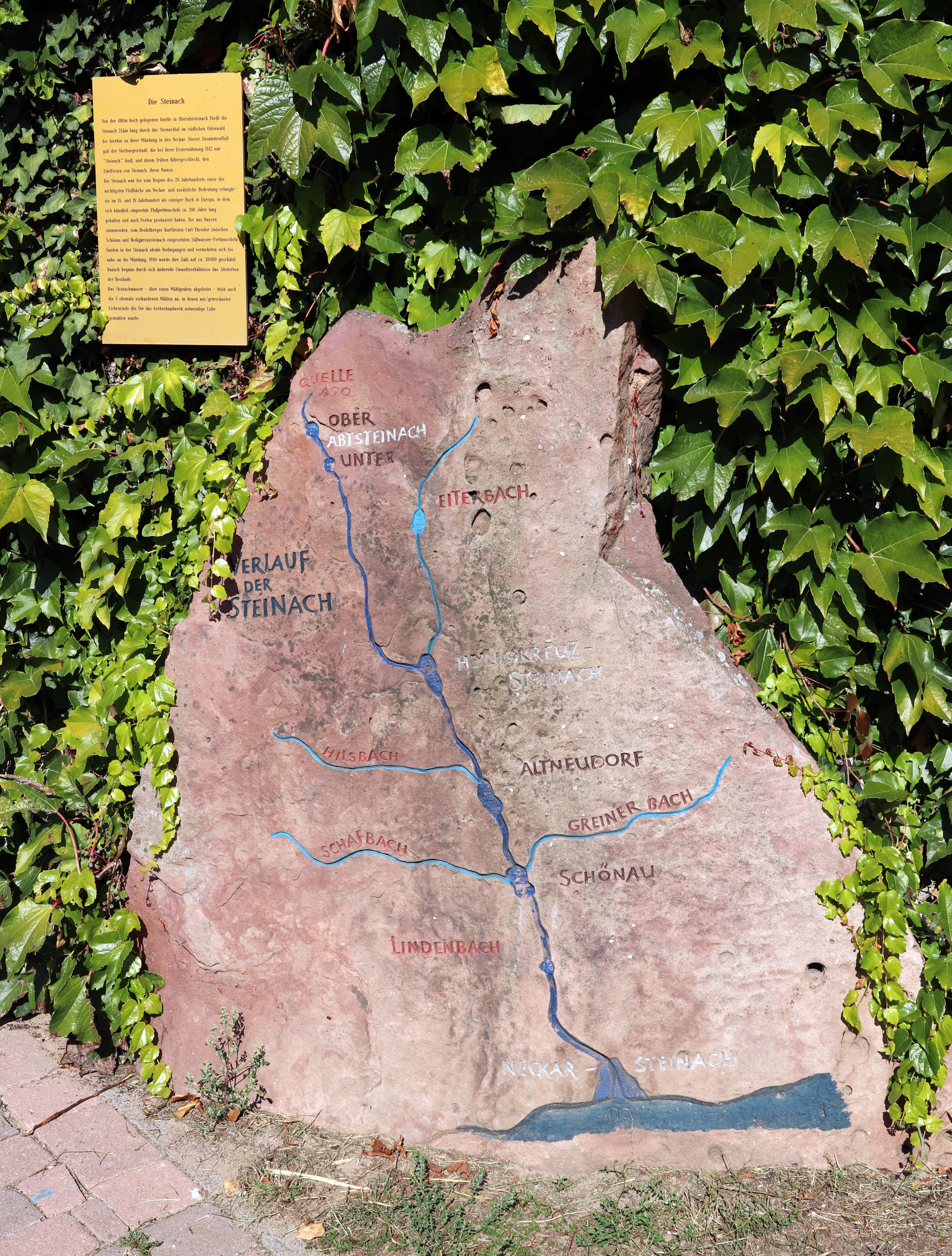
Zuflüsse der Steinach, dargestellt auf einem Stein in Neckarsteinach

- (Bach durch die Grummiwiese), von rechts und Westen  auf etwa 470 m ü. NHN neben der K 18 bei den ersten Häusern von Ober-Abtsteinach, ca. 0,5 km[10] und ca. 0,1 km².[11] Entsteht auf etwa 495 m ü. NHN zwischen dem Nordrand des Dorfes und dem Friedhof. Ab hier fließt die Steinach lange südlich.
- (Bach durch die Hofwiesen), von links und Osten auf etwa 458 m ü. NHN in Ober-Abtsteinach nahe dem Abzweig der Hardbergstraße von der Steinachstraße, ca. 0,5 km[10] und ca. 0,3 km².[11]  Entspringt auf etwa 487 m ü. NHN beim Sägewerk am Nordwestfuß des Hardbergs (593,1 m ü. NHN).
- (Bach aus dem Busch), von links und Nordosten auf etwa 439 m ü. NHN kurz vor Unter-Abtsteinach, ca. 0,6 km[10] und 0,2 km².[11]  Entsteht auf unter 485 m ü. NHN am Westfuß des Hardbergs im beginnenden Hangwald etwas östlich der Ober-Abtsteinacher Straße Im Busch.
- (Bach durch die Breitenwiese), von links und Ostnordosten auf etwa 408 m ü. NHN am Westrand von Unter-Abtsteinach nahe dem Nordende der Ringstraße, 1,4 km und 1,0 km². Entsteht auf etwa 535 m ü. NHN im Zentwald südsüdwestlich des Hardberggipfels.
- (Bach aus der Klingenwiese), von links und Ostsüdosten auf unter 400 m ü. NHN nahe der Einmündung des Eiterbacher Wegs in die Unter-Abtsteinacher Hauptstraße, ca. 0,7 km[10] und ca. 0,7 km².[11] Entsteht auf etwa 450 m ü. NHN am Rand der Klingenwiese zum Hangwald am Nordwestfuß der Stiefelhöhe (584 m ü. NHN).
- (Bach aus der Strobertsklingen), von links und Nordosten auf etwa 371 m ü. NHN etwas vor der Landesgrenze zu Baden-Württemberg, 0,9 km und 0,7 km². Entsteht auf etwa 438 m ü. NHN etwa 0,4 km westlich der Stiefelhütte am oberen Südwesthang der Stiefelshöhe.
- Lenzenbach[12], von rechts und Nordwesten auf etwa 291 m ü. NHN etwa 0,6 km nordöstlich von Heiligkreuzsteinach-Vorderheubach am Abzweig der K 4122 nach Heiligkreuzsteinach-Lampenhain von der Talstraße L 535, 2,3 km und 3,3 km². Entsteht auf etwa 408 m ü. NHN in Heiligkreuzsteinach-Bärsbach.
Ab diesem Zufluss fließt die Steinach etwa südöstlich.
- Heubach, von rechts und  auf etwa 270 m ü. NHN unterhalb des Sporns der Ruine Waldeck rechts und der Heiligkreuzsteinacher Siedlung Hohenöd links, 1,6 km und 1,2 km². Entsteht auf etwa 365 m ü. NHN etwa 0,2 km westlich von Heiligkreuzsteinach-Hinterheubach am Ostfuß des Röschbergs (533,9 m ü. NHN).
- Eiterbach, von links und Norden auf über 240 m ü. NHN bei am Ostrand von Heiligkreuzsteinach, 9,0 km und 14,2 km². Entsteht auf etwa 465 m ü. NHN im Weichbild von Wald-Michelbach-Siedelsbrunn. Die Steinach selbst hat hier erst eine Länge von 9,8 km und ein Einzugsgebiet von 15,4 km²[6], so dass also der Eiterbach ein  fast gleich bedeutender linker Oberlauf der Steinach ist.
Danach fließt die Steinach fast in Eiterbachrichtung südlich weiter.
- Rödelsgraben, von rechts und Nordwesten auf etwa 231 m ü. NHN unterhalb der Siedlung entlang der Hüttengasse am Südrand von Heiligkreuzsteinach, 0,8 km und ca. 0,4 km².[11] Die höchste Quelle entspringt über der Siedlung auf etwa 325 m ü. NHN am Osthang des Lockersbergs (470,4 m ü. NHN).
Ab hier etwa fließt die Steinach etwa südsüdöstlich.
- Speist ein knappes Dutzend Teiche vor und nach der Mündung des vorigen, zusammen 0,8 ha.[13]
- Hilsbach, von rechts und Nordwesten auf etwa 214 m ü. NHN im Oberdorf von Schönau-Altneudorf, 3,9 km und 6,9 km². Entsteht auf etwa 390 m ü. NHN am Ostrand des Wilhelmsfelder Siedlungsbereichs zum Centwald beim Zinken Pottaschenloch.
- Klipfelsbach, von links und Osten auf etwa 197 m ü. NHN im Schönau-Altneudorfer Unterdorf, 1,0 km und ca. 1,3 km².[11] Entspringt auf etwa 300 m ü. NHN am östlichen Siedlungsrand zum Hangwald am Westfuß einer Erhebung im Gewann Sall (ca. 505 m ü. NHN).
- Mönchgraben, von links und Osten auf etwa 196 m ü. NHN gleich nach dem vorigen noch im Ort, 0,5 km und ca. 0,5 km².[11] Entspringt auf etwa 270 m ü. NHN in einer Talmulde unterhalb des Mönchbrunnens.
- Rotzenbach, von rechts und Nordwesten auf etwa 190 m ü. NHN zwischen Altneudorf und Schönau, ca. 0,6 km[10] und ca. 0,4 km².[11] Entspringt auf etwa 275 m ü. NHN in einer Talmulde am Südosthang des Leiterbergs. Am Unterlauf verdolt.
- Schafbach, von rechts und Westnordwesten auf etwas über 170 m ü. NHN in Schönau nahe dem Wiesenweg, ca. 3,5 km (mit dem auf etwa 390 m ü. NHN entspringenden linken Oberlauf Hasselbach 4,0 km.) und 6,8 km². Entsteht auf etwa 340 m ü. NHN im Kameralwald westlich des Schönauer Landheims Lessingschule.
- Greiner Bach, von links und Nordosten auf etwas unter 170 m ü. NHN wenig nach dem vorigen, 3,7 km und 7,2 km². Entsteht auf etwa 343 m ü. NHN am Südrand von Neckarsteinach-Grein.
- Speist gleich darauf einen Weiher gegenüber von Schönau, 0,3 ha.
- Rittersbach, von links und Südosten auf etwa 166 m ü. NHN neben der Talstraße bei der Schönauer Gewerbezone in der Talaue, 1,0 km und ca. 1,1 km².[11] Entspringt auf etwa 280 m ü. NHN am Nordabfall des Hohen Darsberg (445 m ü. NHN).
- Lindenbach, von rechts und Nordosten auf etwa 152 m ü. NHN bei Schönau-Lindenbach, aber eben schon wieder auf hessischem Gebiet, 1,5 km und ca. 1,1 km².[11] Entspringt auf etwa 350 m ü. NHN am Südostabfall des Ochsenlagers (441,4 m ü. NHN).
Etwas unterhalb knickt der Lauf nach links ab und die Steinach zieht dann ungefähr ostsüdöstlich bis an den Rand des Neckarsteinacher Ortskerns.

Mündung der Steinach von rechts und zuletzt Nordnordwesten auf 111,7 m ü. NHN in Neckarsteinach in den hier nordwestlich laufenden unteren Neckar. Die Steinach ist 22,2 km lang und hat ein 69,5 km² großes Einzugsgebiet.

## Gewässerqualität
Mit Stand vom Jahre 2010 ist die Steinach in die ökologische Zustandsklasse II (gut) im Modul Gewässergüte eingeordnet.

## Geschichte
773 wird der Bach als Steinhaha riuulus erstmals urkundlich erwähnt. Der Name bedeutet „Bach mit steinigem Flussbett“.
Die Steinach galt früher als einer der wichtigsten Floßbäche am Neckar. Sie trieb über einen Mühlengraben die fünf Mühlen Neckarsteinachs an, die Gerberlohe herstellten.
In die Steinach wurden in der Mitte des 18. Jahrhunderts Flussperlmuscheln eingebracht, die aus dem Bayerischen Wald bezogen waren, wo es etliche heute noch Perlbach genannte Gewässer gibt. Es war der Beginn einer erfolgreichen Perlmuschelzucht. Die Art braucht kaltes, kalk- und insbesondere nährstoffarmes Wasser, weshalb also der Bach damals sehr sauberes Wasser gehabt haben muss. Mit der beginnenden Industrialisierung änderte sich dies, die letzte Muschelbefischung im Jahr 1965 erbrachte noch 14 Perlen, danach ist die Flussperlmuschel im Gewässer ganz ausgestorben.

## Verkehr
Fast über die ganze Länge folgt die Landesstraße 535 in wenig Abstand dem Fluss; am Oberlauf führen einige Landesstraßen von der Seite ins südlich ziehende Tal, so in Ober-Abtsteinach die L 3408 von Westen und die L 535 von Osten, in Unter-Abtsteinach die L 3257 von Westen durchs Gorxheimer Tal, in Altneudorf, von Westen aus Schriesheim über Wilhelmsfeld kommend, die L 536. Zwei Sacksträßchen erschließen kleinere Seitentäler (Eiterbachtal, Schafbachtal), einige niederrangige Straßen verbinden über teils steile Anstiege mit Höhensiedlungen und den größeren Nachbartälern. Im tiefer eingeschnittenen Unterlauf fehlen sie wegen des Geländeprofils und der unbesiedelten seitlichen Waldhöhen teilweise ganz.